# Station Ścinawa Nyska
Station Ścinawa Nyska (vanaf de opening in 5-12-1911 tot 8-5-1945: Steindorf) was een spoorweghalte in de Poolse plaats Ścinawa Nyska. De halte lag aan spoorlijn 256 Nysa - Ścinawa Mała. In 1966 werd het vervoer op de lijn gestaakt; op 1 mei 1971 werd de halte officieel buiten gebruik gesteld.